# Bisdom Ciudad Quesada
Het bisdom Ciudad Quesada (Latijn: Dioecesis Civitatis Quesadensis) is een rooms-katholiek bisdom met als zetel de stad (ciudad) Quesada, in Costa Rica. Het bisdom is suffragaan aan het aartsbisdom San José de Costa Rica.

## Geschiedenis
Het bisdom werd opgericht op 25 juli 1995, uit delen van de bisdommen Alajuela en Tilarán. 

## Parochies
Het bisdom had in 2021 een oppervlakte van 9.838 km2 en telde 363.820 inwoners waarvan 69,0% rooms-katholiek was.

## Bisschoppen
- Angel San Casimiro Fernández (25 juli 1995 - 3 juli 2007)
- Oswaldo Brenes Álvarez (19 maart 2008 - 31 december 2012)
- José Manuel Garita Herrera (15 maart 2014 - heden)